# エカチェリーナ・ガールキナ
エカチェリーナ・ヴラジーミロヴナ・ガールキナ（ロシア語: Екатери́на Влади́мировна Га́лкина 、1988年8月10日 - ）は、ロシア連邦のカーリング選手である。ロシア・シニア代表チームのメンバーとして二度、オリンピックへ参加している。代表チームには当初はリザーブとして参加し、その後リードに昇格している。ロシア国際クラス・スポーツマスターの称号を有する。

## 概要
ソビエト連邦・ロシア・ソビエト連邦社会主義共和国時代のモスクワ市に生まれた。
モスクワの高等スポーツ技術試験学校「モスクヴィーチ」のカーリングチーム「モスクヴィーチ-1」に所属する。最初のトレーナーはアンナ・アンドリアーノヴァ、個人トレーナーにオーリガ・アンドリアーノヴァがついている。
2006年2月のトリノオリンピックと2010年2月のバンクーバーオリンピックの試合でリードを務めた。
ロシア代表チームは2006年3月に全州市で開催された2006年世界ジュニアカーリング選手権で優勝し、同年12月にバーゼル市で開催された2006年ヨーロッパカーリング選手権でも優勝した。ロシア大会の2005年 - 2006年シーズでも優勝を果たし、その後も 4 年連続で準優勝を果たしている。
冬季ユニバーシアードでは、2007年大会で銀メダル、2009年大会で銅メダルを獲得している。
ロシア国立人文大学に籍を置いており、国際関係学部で学んでいる。

## 成績
参加したチームの成績。

### ロシア大会
- 2006年: 優勝[5]
- 2007年: 準優勝[5]
- 2008年: 準優勝[5]
- 2009年: 準優勝[5]
- 2010年: 準優勝[5]

### ヨーロッパ大会
- ヨーロッパカーリング選手権（ スイス・バーゼル市、2006年）

### 世界大会
- 世界ジュニアカーリング選手権（ 韓国・全州市、2006年）: 1 位[2]
- 2007年冬季ユニバーシアード（ イタリア・トリノ市、2006年）: 6 位
- トリノオリンピック（ イタリア・トリノ市、2006年）: 5 位[1]
- 2009年冬季ユニバーシアード（ 中国・ハルビン市、2009年）
- バンクーバーオリンピック（ カナダ・バンクーバー市、2010年）: 9 位